# Tillandsia quadripinnata
Tillandsia quadripinnata là một loài thực vật có hoa trong họ Bromeliaceae. Loài này được Mez & Sodiro miêu tả khoa học đầu tiên năm 1905.